# Dobrovnik

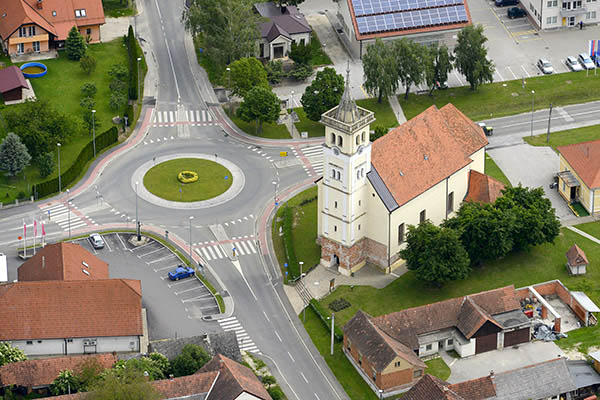
Jakobskirche in Dobrovnik

Die Ortschaft Dobrovnik, ungarisch Dobronak (deutsch Dobronack) ist der Hauptort und Verwaltungssitz der Gemeinde Dobrovnik in der Region Prekmurje in Slowenien. Dobrovnik ist neben Hodoš (ungarisch: Hodos) eine der beiden Gemeinden in Slowenien, in denen ethnische Slowenen eine Minderheit der Bevölkerung bilden. Verwaltungssitz ist der Ortsteil Dobrovnik.

## Lage
Dobrovnik liegt an der Grenze zu Ungarn im äußersten Nordosten des Landes in einem Weinanbaugebiet in Goričko, das zur historischen Region Prekmurje zählt.
Das gesamte Gemeindegebiet gehört dem Dreiländerpark Raab-Goričko-Örseg an.

## Geschichte
Dobovnik wurde erstmals im Jahr 1270 in schriftlichen Quellen genannt, 1322 als Dobronok (und 1322/35 als Dobronuk und 1323 als Drobronak und Dabronuk). Die frühslawische Form des Namens war *Dǫbrovъnikъ, abgeleitet von *dǫbrova „Eichenwälder, Laubwälder“.